# Rob Kardashian
Robert Arthur "Rob" Kardashian (sinh ngày 17 tháng 3 năm 1987) là nam diễn viên/nhân vật truyền hình và nhà kinh doanh người Mỹ. Anh được biết đến khi tham gia chương trình truyền hình thực tế về chính gia đình mình, Keeping Up with the Kardashians. Năm 2011, Rob tham dự và về nhì trong mùa thứ mười ba của cuộc thi khiêu vũ Dancing with the Stars.
Rob cũng như các thành viên khác trong gia đình mình (như Kim, Kylie) kiếm thu nhập từ việc quảng cáo theo yêu cầu cho các nhãn hàng như Coca Cola bằng cách đăng bài trên Instagram, Facebook hay Twitter. Họ được trả một khoản tiền khoảng từ 75.000 đến 300.000 USD/bài, theo số liệu năm 2016 của CBC Marketplace và The Telegraph.

## Thời thơ ấu
Rob sinh ngày 17 tháng 3 năm 1987 tại Los Angeles, bang California, Mỹ. Anh là con út của luật sư Robert Kardashian và doanh nhân Kris (hiện là Kris Jenner). Ba người chị (từ lớn đến nhỏ) của anh là Kourtney, Kim, và Khloé. Năm 1991, cha mẹ anh ly hôn, cùng năm đó, mẹ anh kết hôn với vận động viên Bruce Jenner (hiện là Caitlyn Jenner). Từ đó anh có thêm hai em gái cùng mẹ khác cha là Kendall và Kylie Jenner. Tháng 9 năm 2003, cha của anh, ông Robert Kardashian, qua đời vì ung thư thực quản.
Rob Kardashian tốt nghiệp trường Kinh doanh Marshall thuộc Đại học Nam California năm 2009.

## Sự nghiệp
Kardashian từng tham gia vào mùa thứ 13 của chương trình khiêu vũ Dancing with the Stars năm 2011. Anh bắt cặp với vũ công từng hai lần vô địch cuộc thi này, Cheryl Burke. Ở tuần thi thứ tư, cặp đôi từng suýt bị loại. Kết quả chung cuộc, anh về nhì, xếp sau cặp J.R. Martinez và Karina Smirnoff. Thành tích này cao hơn thứ hạng của chị gái Kim trong mùa thứ bảy.
Rob Kardashian có một vài hoạt động kinh doanh với các hãng PerfectSkin, Rival Spot, the BG5, cũng như có dòng sản phẩm bít tất của riêng mình.
Năm 2012, anh là một trong những giám khảo của cuộc thi Miss USA 2012. Tháng 8 cùng năm, Kardashian cho biết sẽ quay lại Đại học Nam California để theo học khoa luật của trường. Tuy nhiên, đại diện trường sau đó đã phủ nhận thông tin này trên trang mạng Twitter rằng anh chưa từng nộp đơn đăng ký nhập học.
Cũng trong năm 2012, Kardashian tham gia vào chương trình truyền hình hẹn hò The Choice của đài Fox và sáng lập dòng sản phẩm bít tất Arthur George.
Ngày 11 tháng 9 năm 2016, Rob & Chyna, sê-ri truyền hình thực tế xoay quanh cuộc sống và mối quan hệ tình cảm giữa của anh và người mẫu Blac Chyna, được phát sóng trên đài E!. Chương trình có sáu tập, cộng thêm một tập đặc biệt nói về đứa con mới ra đời của Rob và Blac. Rob & Chyna cũng đã được chấp nhận sản xuất tiếp mùa thứ hai.

## Đời tư
Rob Kardashian từng hẹn hò với nữ diễn viên Adrienne Bailon từ năm 2007 đến 2009. Mối quan hệ tình cảm của họ được công khai trong chương trình Keeping Up with the Kardashians của gia đình. Tháng 10 năm 2012, Kardashian xác nhận trên tài khoản Twitter của mình rằng anh và Rita Ora đang hẹn hò. Đến tháng 12 năm 2012, cả hai đã chấm dứt mối quan hệ này.
Tháng 12 năm 2015, nhiều nguồn tin cho biết Rob đã phải nhập viện vì tình trạng sức khỏe kém, anh được chẩn đoán mắc bệnh tiểu đường.
Vào tháng 1 năm 2016, Kardashian bắt đầu hẹn hò với người mẫu Blac Chyna. Ngày 5 tháng 4 năm 2016, Kardashian và Chyna công bố cả hai đã đính hôn trên mạng Instagram sau 3 tháng quen biết. Tháng 5 năm 2016, cặp đôi được cho là đang mong đợi chào đón đứa con đầu lòng Vào tháng 9 năm 2016, cặp đôi xác nhận Blac đang bầu một bé gái. Ngày 10 tháng 11 năm đó, Dream Renée Kardashian, con gái của họ ra đời. Ngày 17 tháng 12 năm 2016, cặp đôi thông báo chia tay trên mạng xã hội sau khi tài khoản Instagram của Blac Chyna bị hack. Kardashian chia sẻ trên trang Snapchat của anh rằng Blac đã chuyển khỏi nhà, rời bỏ anh cùng con gái một tháng tuổi. Tuy nhiên, cặp đôi sau đó đã quay lại với nhau. Không lâu sau, Rob thông báo trên Instagram của anh rằng cả hai lại chia tay. Ngày 28 tháng 12 năm 2016, anh phải nhập viện vì các triệu chứng của bệnh tiểu đường nhưng đã rời viện một ngày sau đó.
Ngày 5 tháng 7 năm 2017, Kardashian tố cáo Blac Chyna là người phản bội bằng một loạt hình ảnh nhạy cảm của cô trên Instagram. Tuy nhiên, sau đó anh đã nhanh chóng xóa các ảnh này.